# Hilde Eiserhardt
Hilde Eiserhardt, geborene Stahl (* 24. Februar 1888 in Esch (Waldems); † 6. April 1955 in Frankfurt am Main) war eine deutsche Juristin in führender Funktion beim Deutschen Verein für öffentliche und private Fürsorge.

## Biografie
Den Familiennamen ließ sich Stahl 1917 unvererblich in „Eiserhardt“ ändern.
Eiserhardt promovierte nach einem Studium der Rechtswissenschaft 1918 zum Dr. jur. Beim Deutschen Verein für öffentliche und private Fürsorge (DV) war Eiserhardt ab 1919 Referentin und anschließend von 1922 bis 1936 stellvertretende Geschäftsführerin des DV unter Wilhelm Polligkeit. Eiserhardt, die 1937 in den Ruhestand versetzt wurde, gehörte dem Deutschen Berufsverband der Sozialbeamtinnen an. Sie galt als vehemente Befürworterin eines nie erlassenen Bewahrungsgesetzes, das die rechtliche Grundlage für eine zwangsweise Unterbringung von so genannten „Asozialen“ und „Minderwertigen“ regeln sollte.
Zur Zeit des Nationalsozialismus war sie für den Bayrischen Landesverband für Wander- und Heimatdienst tätig und gab mit Alarich Seidler und Wilhelm Polligkeit die 1938 erschienene Publikation Der nichtseßhafte Mensch heraus, in welcher die Prämissen der bayrischen Wanderfürsorge als Grundlage für eine „Reichslösung der Asozialenfrage“ propagiert wurden. Des Weiteren war sie für das Soziographische Institut in Frankfurt a. M. tätig.
Nach dem Zweiten Weltkrieg war sie beim Wohlfahrtsamt der Stadt Frankfurt am Main tätig. Von 1946 bis 1950 nahm sie wieder ihre Funktion als stellvertretende Geschäftsführerin des DV auf, gehörte von 1947 bis 1950 dem DV-Vorstand an und von 1947 bis 1955 dem Hauptausschuss des DV an.
Sie heiratete 1950 Wilhelm Polligkeit.